# Kendua
Kendua là một thị trấn thống kê (census town) của quận Maldah thuộc bang Tây Bengal, Ấn Độ.

## Nhân khẩu
Theo điều tra dân số năm 2001 của Ấn Độ, Kendua có dân số 5768 người. Phái nam chiếm 51% tổng số dân và phái nữ chiếm 49%. Kendua có tỷ lệ 62% biết đọc biết viết, cao hơn tỷ lệ trung bình toàn quốc là 59,5%: tỷ lệ cho phái nam là 71%, và tỷ lệ cho phái nữ là 53%. Tại Kendua, 13% dân số nhỏ hơn 6 tuổi.